# Hebron, Indiana
Hebron är en kommun (town) i Porter County i Indiana. Vid 2010 års folkräkning hade Hebron 3 724 invånare.